# 太平河水库
太平河水库是中国云南省普洱市景谷傣族彝族自治县境内的一座水库，位于瘴气河上，建于1958年。水库正常库容为1160万立方米，集雨面积为20平方千米，海拔为121.2米。